# Feijó (Almada)
Feijó è una ex freguesia portoghese del comune di Almada, con un'area di 4,20 km² e 18.884 abitanti (2011).

## Geografia fisica
Il territorio di Feijó è limitato a nord dalla città di Caparica e dalla freguesia di Pragal; a ovest dalle freguesias di Cova da Piedade e Laranjeiro; a sud dal Comune di Seixal; a est da Sobreda.

## Storia
Il locale fu abitato sin dall'antichità, come testimonia il toponimo della zona di Algazarra (dove il prefisso Al- indica l'articolo arabo "il "o "la"); ma le notizie storiche appaiono intorno al XVI secolo ed indicano una zona di intenso sfruttamento agricolo. In questo periodo Feijó ospitava tenute di personaggi illustri, quali i Conti di Monsanto e i Conti di Aveiras.
Il nucleo inizialmente denominato "Feijó" appare solo nel 1813 ed il termine stava ad indicare una tenuta.
L'espansione della zona iniziò solo nel XX sec., provocata dalla pressione demografica che ricadeva su Almada.
La nomina a freguesia fu abbastanza complicata.
Nel 1953 alcuni padri di famiglia manifestarono la necessità di dotare la zona di un polo amministrativo decentrato, dal momento che la sua inesistenza obbligava gli abitanti di Feijó a percorrere lunghe distanze, fino alla freguesia di Cova da Piedade.
Dopo la Rivoluzione dei Garofani il desiderio di autonomia si accentuò e neppure la creazione della più vicina freguesia di Laranjeiro risolse definitivamente i problemi.
Finalmente, il giorno 11 di giugno del 1993 la Freguesia di Feijó vide la luce, dopo 40 anni di attesa.

## Società

### Evoluzione demografica
| Indicatore | 1991 | 2001   | Variazione % |
| ---------- | ---- | ------ | ------------ |
| Residenti  | n.a. | 15.418 | n.a.         |
| Famiglie   | n.a  | 5.969  | n.a.         |
| Alloggi    | n.a  | 8.055  | n.a.         |
| Edifici    | n.a  | 2.265  | n.a.         |

Nota: la freguesia venne creata nel 1993.

### Istituzioni, enti e associazioni
Le principali associazioni di Feijó sono:
- Clube Recreativo do Feijó
- Clube Recreativo Alagoa
- Clube Recreativo Vale de Flores
- Clube de Sargentos da Armada
- Associação Feijó Jovem

## Economia
Le principali attività economiche di Feijó sono l'industria, il commercio ed i servizi.
Da notare che tutte le industrie di questa freguesia sono considerate non inquinanti.

## Feste
- Feste popolari (da giugno a luglio)
- Festa di San Giovanni Battista (24 giugno)